# Rock My Heart – Mein wildes Herz
Rock My Heart – Mein wildes Herz (für die TV-Ausstrahlung umbenannt in Mein wildes Herz – Alles auf Sieg) ist ein deutscher Dramafilm von 2017. Jana, eine 17-Jährige mit angeborenem Herzfehler, versucht, mit dem Vollbluthengst als Jockey erfolgreich zu sein – entgegen dem Rat der Ärzte und dem Willen ihrer Eltern.

## Handlung
Die 17-jährige Jana ist nachts mit einem gestohlenen Motorroller verunglückt und wird durch die Berührungen eines schwarzen Pferdes wiederbelebt, das beim Eintreffen der Rettungskräfte davonläuft. Jana leidet an einem angeborenen Herzfehler, jede Anstrengung bringt sie in Lebensgefahr. Sie wurde schon mehrmals erfolglos operiert. Als ihr nun im Krankenhaus eine ganz neuartige Operation nahegelegt wird, weigert sie sich, um nicht erneut enttäuscht zu werden. Das Wissen um ihre Krankheit betäubt sie mit spontanen Abenteuern, was ihre Eltern immer wieder in Konflikte stürzt: Während ihre Mutter sie zur Operation zwingen will, will ihr Vater ihr die Freiheit lassen, selbst zu entscheiden.
Nach ihrer Entlassung sucht Jana an der Unfallstelle nach dem Rappen und findet ihn im Rennpferdehof des verschuldeten und missmutigen Paul Brenner, der erstaunt beobachtet, wie sich das Pferd von Jana anfassen und sie sogar aufsitzen lässt. Es handelt sich um den dreijährigen Vollbluthengst Rock My Heart, in dem Paul seine letzte Chance sieht, den Bankrott seines Hofes abzuwenden. Der Hengst ist ein sehr schneller Läufer, doch hat er bislang keinen Menschen in seine Nähe gelassen. Paul bietet Jana an, sie mit „Rock“, wie sie ihn nennt, für ein bevorstehendes wichtiges Galopprennen zu trainieren. Aus Zuneigung zu dem Pferd lässt sie sich darauf ein, ohne zu bedenken, dass das mit ihrer Kondition nicht vereinbar ist.
Jana erweist sich zwar als reiterisches Naturtalent, doch das Training ist hart, und sie muss zunächst die Amateur-Rennreiterprüfung ablegen. Ihren Eltern sagt sie nur, dass sie auf dem Reiterhof jobbt. Paul hat keinen direkten Kontakt mit ihren Eltern, weiß nichts von ihrem Herzfehler und wundert sich nur einige Male über Janas geringe Belastbarkeit. Das zeigt sich vor allem, als er Jana auf einem Rennpferdsimulator trainieren lässt. Der Stress und das Maschinentempo zwingen Jana zum Abbruch, was Brenner daran zweifeln lässt, ob Jana die Prüfung schafft. Doch Jana hat sich mittlerweile selbst dazu entschlossen, Brenner und seinen Reiterhof zu retten.
Am Tag der Prüfung läuft alles gut, bis Jana wiederum ihre Reitkondition auf dem Rennpferdsimulator unter Beweis stellen soll. Brenners Freund Steckel, ein ehemaliger Jockey, provoziert einen Unfall, der die Stromversorgung der Trainingshalle lahmlegt. So besteht Jana die Prüfung.
Für das Rennen muss noch das Startgeld aufgebracht werden. Dafür verkauft Janas 18-jähriger Freund Samy kurzentschlossen sein Auto, das er gerade erst von seinem Vater geschenkt bekommen hat. Samy hat einen ähnlichen Herzfehler, sie kennen sich von zurückliegenden Operationen. Er selbst wäre zu der neuartigen Operation bereit, aber nur gemeinsam mit Jana, die sich immer noch weigert.
Als Jana nachts heimlich mit Rock an der Startmaschine trainiert, vor der er Angst hat, versucht sie ihn zu zwingen, wird abgeworfen und muss notversorgt werden. Im Krankenhaus erfährt Brenner von ihrer Herzkondition, damit ist für ihn das Vorhaben gestorben. Doch als Jana später in der Klinik zufällig miterlebt, wie Samy nach einem Herzanfall eingeliefert wird und nicht gerettet werden kann, beschließt sie, das Galopprennen für ihn zu laufen, und überrascht Paul damit, der bereits seine Sachen packt. Der weigert sich entsetzt und gibt erst nach, als er einsieht, dass er sich gegen Janas Dickkopf nicht durchsetzen kann – er nimmt ihr lediglich das Versprechen ab, die Herzoperation anschließend machen zu lassen.
Beim Rennen droht der Stress erwartungsgemäß einen Strich durch die Rechnung zu machen: Zuerst will Rock nicht in die Startbox, sodass Jana ihn behutsam dorthin führen muss. Mit großem Rückstand kommen sie vom Start weg, können dann jedoch aufholen und nacheinander an den anderen Pferden vorbeiziehen. Rock geht knapp als erster durchs Ziel, allerdings verletzt er sich dabei. Jana fällt vor Erschöpfung zu Boden und muss wieder notversorgt werden.
Wie versprochen lässt Jana die Operation vornehmen. Die Rehabilitation danach fällt ihr sehr schwer, umgekehrt leidet auch Rock unter ihrer Abwesenheit und verweigert sein Futter. Brenner fährt spontan in die Klinik, bringt Jana wieder mit Rock zusammen und schenkt ihr den Hengst. Der Film endet, als Jana restlos glücklich auf Rocks Rücken liegt.

## Produktion
Gedreht wurde der Film vom 23. August bis 5. Oktober 2016 in Köln und Umgebung. Kinostart in Deutschland war der 28. September 2017. Seit dem 7. Juni 2019 ist der Film auf Netflix abrufbar. Er lief am 30. Mai 2020 zum ersten Mal im deutschen Free-TV.

## Rezeption

### Kritiken
Elisa Eberle von Prisma.de wertete anerkennend: „Das Pferde-Drama ‚Mein wildes Herz – Alles auf Sieg‘ verzichtet auf den für das Genre üblichen Kitsch und wartet zudem mit einer tollen Besetzung auf.“ „Und so siegt am Ende die Erkenntnis, dass sture Köpfe manchmal Unglaubliches erreichen.“
Kino.de urteilte: „Im Gegensatz zu anderen Pferde-Filmen wie Ostwind – Aufbruch nach Ora, „Wendy“ oder „Hanni und Nanni“ versucht Regisseur Hanno Olderdissen […], ein realistisches Bild vom Pferdesport zu zeichnen.“ Die Geschichte zeigt deshalb auch „die Schattenseiten des Sports […], wie die Gerte brutal eingesetzt wird. Auch in Hinblick auf die Krankheit von Jana bleibt ‚Rock My Heart‘ realistisch und tragisch und erinnert damit eher an erfolgreiche Teenagertragödien wie Das Schicksal ist ein mieser Verräter.“
Kino-Zeit schrieb: „Mädchen und Pferde bilden in Literatur und Film ein gewinnträchtiges Gespann, wie erst kürzlich wieder der Erfolg der Ostwind-Reihe gezeigt hat. Auch in dem deutschen Drama Rock My Heart findet eine Jugendliche einen vierbeinigen Gefährten, der ihre innere Wildheit spiegelt und auf dem sie ihrem reglementierten Alltag davongaloppiert.“ Rock My Heart ist „kein echter Pferdeflüsterer-Film, aber dennoch steht natürlich die innige Verbindung, die zwischen Jana und dem Pferd besteht, im Vordergrund. Kameramann Sten Mende findet dafür sehr sinnliche Aufnahmen, mit der dunklen Silhouette von Reiterin und Pferd vor dem Abendhimmel beispielsweise.“

### Auszeichnungen
- Berlin & Beyond Festival, gewonnen in der Kategorie Youth 4 German Cinema Runnerup